# Evil (série télévisée)
Pour les articles homonymes, voir Evil.
Evil est une série télévisée dramatique surnaturelle américaine créée par Robert King et Michelle King. Elle est diffusée le 26 septembre 2019 sur CBS, avant de passer à Paramount+. Les acteurs principaux sont  Katja Herbers, Mike Colter et Aasif Mandvi dans le rôle de trois personnes issus d'horizons très différents qui sont chargés par l'Église catholique d'enquêter sur d'éventuels incidents surnaturels.
La série est produite par CBS Studios et King Size Productions. La série est tournée à Astoria, New York et Brooklyn, New York. En mai 2021, il a été confirmé que la série serait transférée sur Paramount+, où la deuxième saison, initialement approuvée en octobre 2019, a été diffusée en première le 20 juin 2021. Une troisième saison est créée le 12 juin 2022, la série est renouvelée pour une quatrième saison le mois suivant. Le 15 février 2024, il est annoncé que la quatrième saison sera diffusée à partir du 23 mai 2024 et suivie d'une cinquième et dernière saison de quatre épisodes, dont le premier épisode sera diffusé la semaine suivant la fin de la saison 4.
Evil est acclamé par la critique, avec des éloges particuliers pour ses performances, ses personnages, son écriture, sa réalisation et sa cinématographie.

## Synopsis
La sceptique psychologue médico-légale Dr. Kristen Bouchard (Herbers), le séminariste catholique David Acosta (Colter) et le sceptique entrepreneur en technologie Ben Shakir (Mandvi) sont engagés par l'église catholique pour enquêter sur des évènements supposément surnaturels. Au fil du temps, leur vie personnelle s'en trouvent  entrelacée avec ces éléments. Les individus  derrière certains de ces évènements, dont le Dr. Leland Townsend (Michael Emerson), un psychologue médico-légal rival semblent obsédés par Kristen et sa famille.

## Acteurs et rôles

### Acteurs principaux
- Katja Herbers (VF : Marie Diot) dans le rôle du Dr Kristen Bouchard, une psychologue légiste qui fait carrière en tant qu'expert judiciaire et qui se voit proposer un nouveau poste d'évaluateur par David. Athée, elle ne croit ni aux démons ni au surnaturel. Son scepticisme est mis à l'épreuve à plusieurs reprises alors que son nouveau travail l'amène à franchir une ligne ténue entre l'inexpliqué et ce que la science peut expliquer.

- Mike Colter (VF : Daniel Lobé) dans le rôle de David Acosta, un ancien journaliste de guerre qui étudie pour devenir prêtre catholique. Il est un évaluateur chargé d'enquêter et de confirmer des événements tels que des miracles et des rapports de démons, ce qui l'amène à solliciter l'aide de Kristen et Ben. Croyant en l'existence d'événements à la fois divins et démoniaques, il a des visions divines, qu'il obtient en prenant des hallucinogènes, et est plus enclin que les deux autres évaluateurs à accepter des explications surnaturelles. Dans la saison 3, il complète sa formation et devient prêtre.

- Aasif Mandvi (VF : Marc Saez) dans le rôle de Ben Shakir, un athée élevé dans la religion islamique qui est l'expert technique et le gestionnaire d'équipement de l'équipe. Homme sarcastique et pragmatique qui méprise les institutions religieuses et la croyance au surnaturel, il tente de fournir des explications scientifiques aux événements sur lesquels le trio enquête.
- Kurt Fuller (VF : Mathieu Buscatto) dans le rôle du Dr Kurt Boggs, un psychiatre et le thérapeute de Kristen qui se trouve progressivement impliqué dans certaines des rencontres de Kristen avec le surnaturel.
- Marti Matulis dans le rôle de nombreuses créatures présentées dans la série, y compris les personnages récurrents suivants :
  - George, un démon qui apparaît à Kristen dans ses rêves, avec la voix de Euan Morton non crédité
  - Le "Thérapeute Diabolique" (saisons 1-2), un démon mi-humain mi-bouc qui est le thérapeute de Leland Townsend, avec la voix de Michael Cerveris non crédité (en V.O.)
  - Le "Démon Manager" (saisons 3-4), un démon semblable à une chèvre à cinq yeux qui est le supérieur de Sheryl, avec la voix de Kevin Chapman non crédité(en V.O.)
- Brooklyn Shuck dans le rôle de Lynn Bouchard, la fille aînée de Kristen
- Skylar Gray dans le rôle de Lila Bouchard, la deuxième fille de Kristen
- Maddy Crocco dans le rôle de Lexis Bouchard, la troisième fille de Kristen
- Dalya Knapp dans le rôle de Laura Bouchard, la plus jeune fille de Kristen
- Christine Lahti (VF : Véronique Augereau) dans le rôle de Sheryl Luria, la mère de Kristen. Elle soutient initialement Kristen, mais les deux s'éloignent après que Sheryl commence une relation avec Leland Townsend, qui conduit Sheryl à devenir de plus en plus associée avec le démoniaque.
- Michael Emerson (VF : Jean-Luc Kayser) dans le rôle du Dr Leland Townsend, un psychologue médico-légal qui est le rival professionnel de Kristen et semble obsédé par sa famille. En secret, il est un expert en occultisme obsédé par le fait d'encourager les autres à commettre des actes malveillants. Il méprise la religion et a un mépris particulier pour David et Sœur Andrea. Bien qu'il déteste qu'on lui rappelle ses origines, il était à l'origine Jake Perry, un expert en assurances à Des Moines.
- Ashley Edner dans le rôle d'Abbey (saison 2; invitée saison 3), un succube qui tourmente Ben pendant ses rêves 
  - Ciara Renée prête sa voix à Abbey dans un rôle récurrent (en V.O.)
- Andrea Martin dans le rôle de Sœur Andrea (saisons 3–4; récurrente saison 2), une religieuse intelligente et pragmatique qui conseille David et s'oppose à Townsend. Contrairement à la plupart des humains, elle est capable de voir les démons lorsqu'ils marchent dans le monde des vivants, et elle les affronte avec ferveur ainsi que les humains qui les vénèrent, notamment Townsend, qui la déteste immédiatement.

### Acteurs récurrents
- Darren Pettie dans le rôle d'Orson LeRoux (saisons 1–2), un tueur en série condamné qui est évalué par Kristen
- Brooke Bloom dans le rôle d'Emily LeRoux (saisons 1, 3), la femme d'Orson LeRoux
- Danny Burstein dans le rôle de Lewis Cormier (saisons 1, 4), l'ancien patron de Kristen et le procureur du district du Queens, à New York
- Boris McGiver dans le rôle de Monseigneur Matthew Korecki, un prêtre distingué à qui Kristen, David et Ben rapportent leurs cas
- Sohina Sidhu dans le rôle de Karima Shakir, la sœur de Ben et experte en technologie
- Clark Johnson dans le rôle du Père Amara (saison 1), un exorciste et conseiller spirituel de David
- Noah Robbins dans le rôle de Sebastian Lewin (saison 1), un jeune homme ciblé par Leland Townsend
- Nora Murphy dans le rôle de Rose390 (saisons 1–2), une jeune fille avatar dans un jeu vidéo dont le créateur attaque David
- Karen Pittman dans le rôle de Caroline Hopkins (saison 1), une femme sur laquelle l'Église catholique pratique un exorcisme
- Nicole Shalhoub dans le rôle de Vanessa Dudley (saisons 1–2), l'une des co-animatrices de l'émission de téléréalité sur les fantômes 'Gotham Ghosts' et la petite amie intermittente de Ben
- Li Jun Li dans le rôle de Grace Ling (saisons 1–3), une supposée prophète de la fin du monde sous enquête par l'Église catholique
- Kristen Connolly dans le rôle de Mira Byrd (saisons 1–2), une détective de la brigade des homicides du NYPD et amie de Kristen
- Patrick Brammall dans le rôle d'Andy Bouchard, le mari de Kristen, père de leurs filles et guide professionnel en escalade qui est souvent absent de la famille
- Peter Scolari dans le rôle de l'évêque Thomas Marx (saisons 1–2), un officiel sceptique de l'Église catholique qui assigne les cas de David avant son ordination. Ses apparitions dans la saison 2 sont parmi les dernières performances de Scolari avant sa mort en 2021.
- Renée Elise Goldsberry dans le rôle de Renée Harris (saisons 1–2), une avocate de la défense travaillant pour l'Église catholique
- Taylor Louderman dans le rôle de Malindaz (saisons 1–3), une célèbre vlogueuse beauté sur YouTube qui est l'une des clientes de Townsend
- Dylan Baker dans le rôle du Père Kay (saison 2), l'un des enseignants de David à l'Église catholique
- Brian Stokes Mitchell dans le rôle du Père Joe Mulvehill (saison 2), un exorciste spirituellement épuisé souffrant d'une crise de foi
- Stephen Dexter dans le rôle de "Fry Guy" (saisons 2–3), un homme que Kristen agresse après qu'il a été à plusieurs reprises impoli avec elle, conduisant à la création d'une vidéo virale
- Brian d'Arcy James dans le rôle de Victor LeConte (saisons 2–4), un agent de l'Entité, le service secret du Vatican
- Anthony DeSando dans le rôle du Père Rodrigo Katagas (saisons 2–3), un membre haut placé de la Congrégation pour la doctrine de la foi, aussi connue sous le nom du Saint-Office
- Tim Matheson dans le rôle d'Edward Tragoren (saisons 2–3), un consultant en affaires sinistre et ami de Townsend qui séduit Sheryl
- Wallace Shawn dans le rôle du Père Frank Ignatius (saisons 3–4)
- Molly Brown dans le rôle de Leslie  Ackhurst (saisons 3–4)
- Chukwudi Iwuji dans le rôle du Père Dominic Kabiru (saison 4)

 Source et légende : version française (VF) sur RS Doublage et Doublage Séries Database

## Épisodes

### Première saison (2019-2020)
1. Possession (Genesis 1)
2. Vous avez dit miracle ? (177 Minutes)
3. Voies démoniaques (3 Stars)
4. Jeux d'enfants (Rose390)
5. La Nuit d'Halloween (October 31)
6. Alerte Rouge (Let x = 9)
7. Vatican 3 (Vatican III)
8. Parler à mon père (2 Fathers)
9. Au nom de la vérité (Exorcism Part 2)
10. Les Nouveaux Gourous (7 Swans a Singin)
11. La Fille hantée (Room 320)
12. Déni de justice (Justice × 2)
13. Danse avec le diable (Book 27)

### Deuxième saison (2021)
1. N comme Nuit de cauchemar (N Is for Night Terrors)
2. A comme Ange (A Is for Angel)
3. F comme Feu (F Is for Fire)
4. E comme Étage 13 (E Is for Elevator)
5. Z comme Zombie (Z Is for Zombies)
6. C comme Contrôles de Police (C Is for Cop)
7. S comme Silence (S Is for Silence)
8. B comme Boîte crânienne (B Is for Brain)
9. U comme Ufologie (U Is for U.F.O.)
10. O comme Œuf (O Is for Ovaphobia)
11. I comme Impôts (I Is for IRS)
12. D comme Drôles de poupées (D Is for Doll)
13. C comme Cannibale (C Is for Cannibal)

### Troisième saison (2022)
1. Le Démon de la mort (The Demon of Death)
2. Le Démon des mèmes (The Demon of Memes)
3. Le Démon du sexe (The Demon of Sex)
4. Le Démon de la route (The Demon of the Road)
5. L'ange de l'alerte (The Angel of Warning)
6. Le Démon des algorithmes (The Demon of Algorithms)
7. Le Démon des sectes (The Demon of Cults)
8. Le Démon de la parentalité (The Demon of Parenthood)
9. Le Démon de l'argent (The Demon of Money)
10. Le Démon de la fin (The Demon of the End)

### Quatrième saison (2024)
1. Comment fragmenter un atome (How to Split an Atom)
2. Comment dresser un chien (How to Train a Dog)
3. Comment abattre un cochon (How to Slaughter a Pig)
4. Comment faire face à un deuil (How to Build a Coffin)
5. Comment piloter un avion (How to Fly an Airplane)
6. Comment danser en trois leçons (How to Dance in Three Easy Steps)
7. Comment panser une plaie (How to Bandage a Wound)
8. Comment sauver une vie (How to Save a Life)
9. Comment programmer (How to Build a Chatbot)
10. Comment survivre à une tempête ? (How to Survive a Storm)
11. Peur de l'avenir (Fear of the Future)
12. Peur de l'autre (Fear of the Other)
13. Peur de l'impie (Fear of the Unholy)
14. Peur de la Fin (Fear of the End)